# Eriogonum procidum
Eriogonum procidum är en slideväxtart som beskrevs av James Lauritz Reveal. Eriogonum procidum ingår i släktet Eriogonum och familjen slideväxter. Inga underarter finns listade i Catalogue of Life.